# 歐弗夫洛冰川
77°47′S 163°11′E / 77.783°S 163.183°E

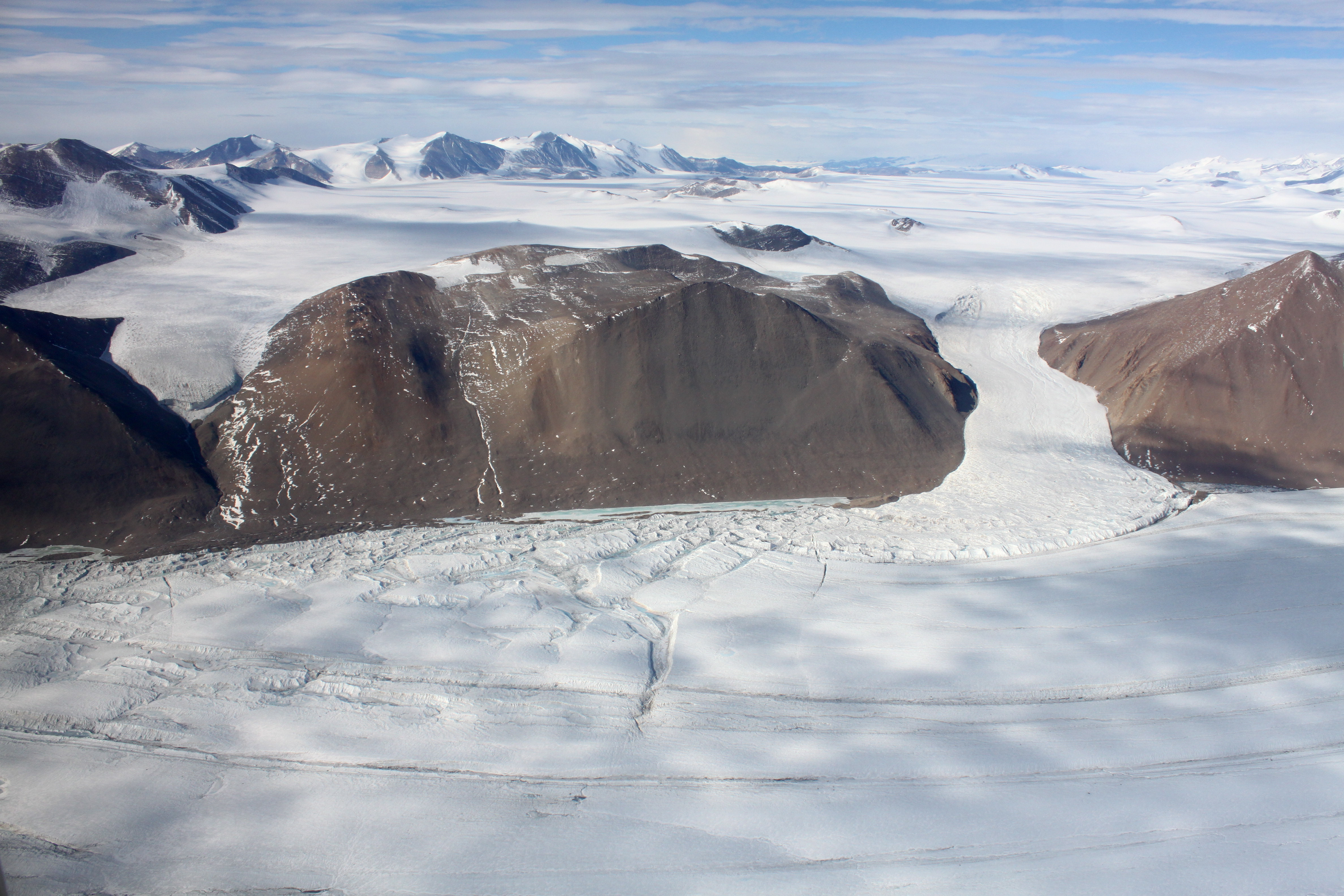

歐弗夫洛冰川是南極洲的冰川，位於維多利亞地的斯科特海岸，最終注入費拉爾冰川，由英國的探險隊命名，現時由南極條約體系管理。